# Taenaris sura
Taenaris sura är en fjärilsart som beskrevs av Brooks 1944. Taenaris sura ingår i släktet Taenaris och familjen praktfjärilar. Inga underarter finns listade i Catalogue of Life.